# AN/ALQ-144

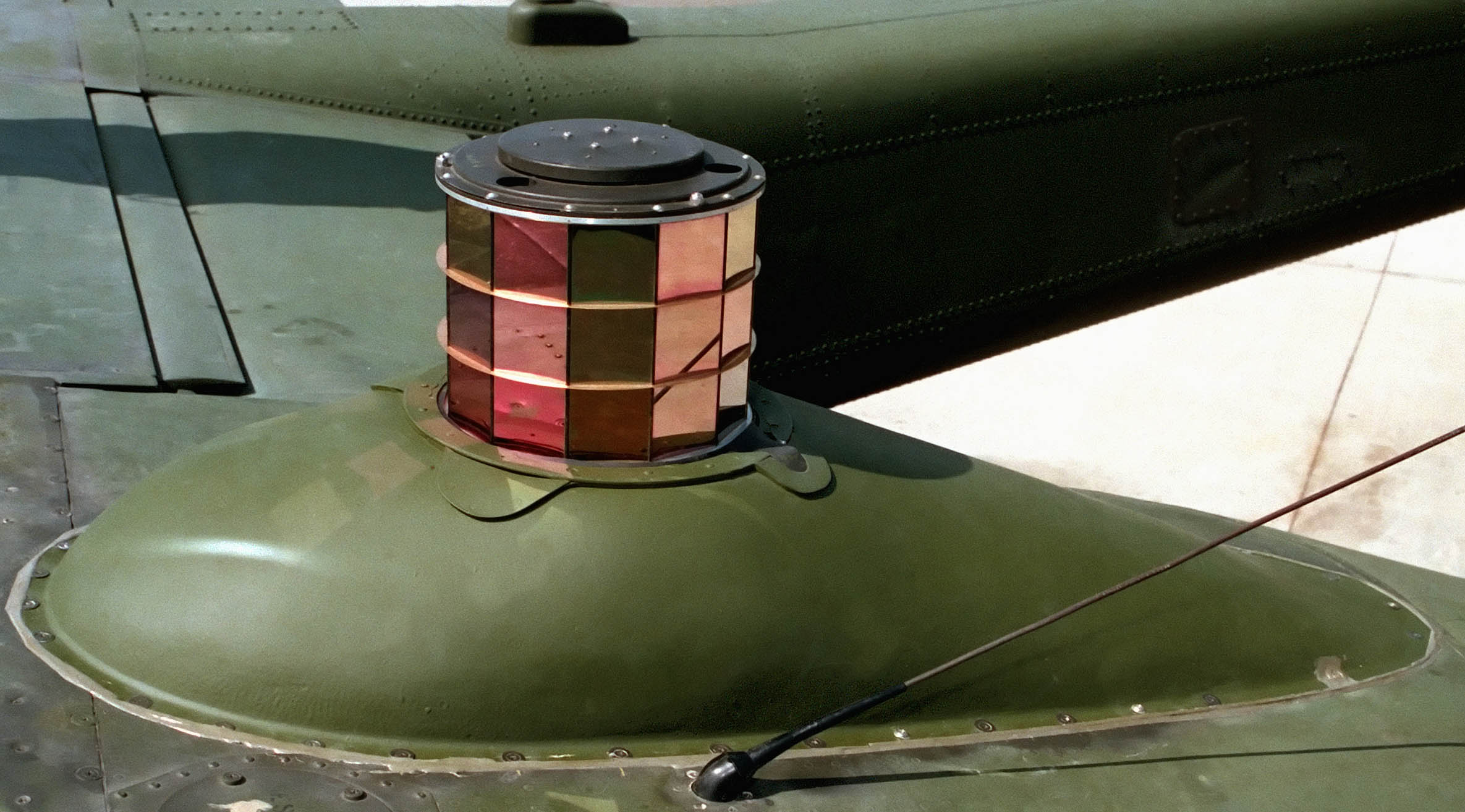
Ein ALQ-144-Störsender an einer Rockwell OV-10

Bei dem AN/ALQ-144 (JETDS-Bezeichnungssystem) handelt es sich um ein System zur Abwehr von Lenkwaffen mit Infrarot-Suchköpfen. Diese sollen mittels speziell modulierter Infrarotemissionen gestört werden. Es befindet sich seit 1980 im aktiven Dienst und wird von BAE Systems produziert. Es wird fast ausschließlich durch Hubschrauber eingesetzt.

## Beschreibung
Das Kernelement des ALQ-144 ist ein elektrisch beheizter Siliciumcarbid-Block, welcher bei Erhitzung sehr intensiv Infrarotstrahlung emittiert. Diese Strahlung wird anschließend mit einer speziellen Modulation versehen. Diese ist so eingestellt, dass bei dem Modulationsprozess im IR-Suchkopf der anfliegende Lenkwaffe eine falsche Zielposition errechnet wird. Die Waffe kommt so vom Kurs ab und stellt keine Bedrohung mehr dar.
Für den Erfolg dieser Methode ist zum einen die Kenntnis der Modulationsverfahren feindlicher Lenkwaffen notwendig, zum anderen ist ein leistungsfähiges Raketenwarnsystem von Vorteil, welches den anfliegenden Lenkflugkörper möglichst sicher identifiziert (zumeist anhand dessen UV-Signatur), um den richtigen Betriebsmodus zu ermitteln. Ist eine genaue Identifizierung nicht möglich, werden in schneller Folge verschiedene Störmodulationen verwendet. Die Emissionen des ALQ-144 sind auf horizontaler Ebene omnidirektional, in der Vertikalen ist die Abstrahlung allerdings durch die obere Gehäuseabdeckung und die Flugzeugzelle der Trägerplattform begrenzt. In der Basisversion kommt ein einfacher Lock-in-Verstärker zum Einsatz, um die nötige Abstrahlleistung zu erreichen.
Bis 2003 wurden über 6.000 Systeme ausgeliefert, wobei der Hauptkunde die Streitkräfte der Vereinigten Staaten sind. Zum Kundenkreis gehören noch 19 weitere Staaten, darunter die Türkei, Israel, die Niederlande und Taiwan.

## Varianten und Plattformen
| Variante                       | Plattformen                                                                               | Anmerkungen |
| ------------------------------ | ----------------------------------------------------------------------------------------- | --- |
| ALQ-144A(V)1 – Utility         | - UH-60B, HH-60, MH-60 - UH-1H - Mi-8 MT (Mi-17) - Lynx - AS 332 (Cougar) - SA 330 (Puma) | |
| ALQ-144A(V)1 – Observation     | - OH-58D - OV-10                                                                          | |
| ALQ-144A(V)1 – Attack          | - AH-1F - AH-1W - AH-1Z                                                                   | |
| ALQ-144A(V)3 – Attack          | - AH-64 - A-109 - A-129                                                                   | |
| ALQ-144A(V)5 – Special Mission | - VH-60, MH-60R - VH-3D - SH-2F/G                                                         | (V)1-System mit einem zusätzlichen Lock-in-Verstärker für deutlich höhere Leistung und einem Schalter zur manuellen Auswahl der Modulation |
| ALQ-144A(V)6 – Multi Mission   | - MH-60S                                                                                  | |
| ALQ-144B(V)1/3                 | wie ALQ-114A(V)1/3                                                                        | neue Komponenten mit höherer Leistung |
| ALQ-144B(V)5                   | k. A.                                                                                     | ebenfalls neue Baugruppen plus dem zusätzlichen Lock-in-Verstärker aus der ALQ-144A(V)5-Variante                                           |
| ALQ-144C                       | k. A.                                                                                     | angepasste Version für besonders staubige und sandige Operationsgebiete                                                                    |

## Technische Daten
- Massen:
  - Transmitter: 12,5 kg
  - Bedienkonsole: 0,45 kg
- Abmessungen: 320 mm × 340 mm (Durchmesser × Höhe)
- Abstrahlleistung: max. 1,675 kW
- MTBF: >600 Stunden (unter Einsatzbedingungen)